# Idioma abanyom
El abanyom o bakor es una lengua de la subfamilia ekoide del Níger-Congo. Es hablada por el pueblo abanyom de la región nigeriana del estado de Cross River. Al pertenecer al grupo de las lenguas bantúes del sur, el abanyom está bastante emparentado con otros lenguajes de la familia bantú. Es una lengua tonal y posee un sistema de género gramatical típico del Níger-Congo.